# آنخل فيرنانديز
آنخل فيرنانديز (بالإسبانية: Ángel Oswaldo Fernández) (مواليد 2 أغسطس 1971) هو لاعب كرة قدم. يلعب مع منتخب الإكوادور لكرة القدم. سبق له أن لعب في كأس العالم لكرة القدم مع منتخب بلاده.

## روابط خارجية
- آنخل فيرنانديز على موقع قاعدة بيانات كرة القدم.إي يو (الإنجليزية)
- آنخل فيرنانديز على موقع ناشيونال فوتبول تيمز (الإنجليزية)
- آنخل فيرنانديز على موقع Soccerway.com (الإنجليزية)